# Aklilu Habte-Wold
Aklilu Habte-Wold (Shewa, 12 marzo 1912 – Addis Abeba, 23 novembre 1974) è stato un politico etiope, Primo ministro dell'Etiopia dall'aprile 1961 al marzo 1974.